# Leptometopa broersei
Leptometopa broersei is een vliegensoort uit de familie van de Milichiidae. De wetenschappelijke naam van de soort is voor het eerst geldig gepubliceerd in 1946 door de Meijere.